# George Robert Waterhouse
George Robert Waterhouse (n. 6 martie 1810 - d. 21 ianuarie 1888) a fost un naturalist englez și deținător la catedra de geologie, mai târziu a devenit curator al muzeului Zoological Society of London.